# Ordynariat polowy
Ordynariat polowy – jednostka administracyjna w kościele katolickim, prawosławnym, a także w kościołach protestanckich, odpowiadająca diecezji. Obejmuje żołnierzy i ich rodziny na terenie jednego kraju. Na czele ordynariatu stoi biskup polowy. Posługują w nim kapelani wojskowi. Aktualny status katolickich ordynariatów polowych został określony przez Jana Pawła II w konstytucji apostolskiej Spirituali militum curae.

## Lista ordynariatów polowych

### Afryka
- Kenia – Ordynariat Polowy Kenii
- Południowa Afryka (RPA) – Ordynariat Polowy Południowej Afryki
- Uganda – Ordynariat Polowy Ugandy

### Ameryka Południowa
- Argentyna – Ordynariat Polowy Argentyny
- Boliwia – Ordynariat Polowy Boliwii
- Brazylia – Ordynariat Polowy Brazylii
- Chile – Ordynariat Polowy Chile
- Ekwador – Ordynariat Polowy Ekwadoru
- Kolumbia – Ordynariat Polowy Kolumbii
- Paragwaj – Ordynariat Polowy Paragwaju
- Peru – Ordynariat Polowy Peru
- Salwador – Ordynariat Polowy Salwadoru
- Wenezuela – Ordynariat Polowy Wenezueli

### Ameryka Północna
- Dominikana – Ordynariat Polowy Dominikany
- Kanada – Ordynariat Polowy Kanady
- Stany Zjednoczone Ameryki – Archidiecezja Wojskowa Stanów Zjednoczonych Ameryki

### Azja
- Filipiny – Ordynariat Polowy Filipin
- Indonezja – Ordynariat Polowy Indonezji
- Korea Południowa – Ordynariat Polowy Korei

### Europa
- Austria – Ordynariat polowy Austrii
- Belgia – Ordynariat Wojskowy Belgii
- Bośnia i Hercegowina – Ordynariat Wojskowy Bośni i Hercegowiny
- Chorwacja – Ordynariat Polowy Republiki Chorwackiej
- Francja – Diecezja Armii Francuskiej
- Hiszpania – Ordynariat Polowy Hiszpanii
- Holandia – Ordynariat Wojskowy Holandii
- Litwa – Ordynariat wojskowy na Litwie
- Niemcy – Ordynariat polowy Niemiec
- Polska – Ordynariat Polowy Wojska Polskiego, Prawosławny Ordynariat Wojska Polskiego, Ewangelickie Duszpasterstwo Wojskowe
- Portugalia – Ordynariat Polowy Portugalii
- Słowacja – Ordynariat Polowy Słowacji
- Węgry – Ordynariat wojskowy na Węgrzech
- Wielka Brytania – Ordynariat Polowy Wielkiej Brytanii
- Włochy – Ordynariat polowy Włoch

### Oceania
- Australia – Ordynariat Polowy Australii
- Nowa Zelandia – Ordynariat Polowy Nowej Zelandii